# Rinorea hummelii
Rinorea hummelii Sprague – gatunek roślin z rodziny fiołkowatych (Violaceae). Występuje naturalnie w Meksyku, Belize, Gwatemali, Salwadorze, Hondurasie, Nikaragui, Kostaryce oraz Panamie. 

## Morfologia
PokrójZimozielone drzewo lub krzew. Dorasta do 2–8 m wysokości.
LiścieBlaszka liściowa ma eliptyczny kształt. Mierzy 8–14 cm długości oraz 3–6 cm szerokości, jest niemal całobrzega lub ząbkowana na brzegu, ma nasadę od klinowej od ostrokątnej i spiczasty wierzchołek. Ogonek liściowy jest nagi.
KwiatyZebrane w gronach o długości 5–8 cm, wyrastają z kątów pędów. Mają działki kielicha o lancetowatym kształcie. Płatki są owalnie podługowate, mają białą lub żółtą barwę oraz 4–5 mm długości.
OwoceTorebki mierzące 2-4 mm średnicy, o niemal kulistym kształcie.

## Biologia i ekologia
Rośnie w lasach, na wysokości do 400 m n.p.m.